# Tamdaopteron major
Tamdaopteron major är en insektsart som beskrevs av Andrej Vasiljevitj Gorochov 2005. Tamdaopteron major ingår i släktet Tamdaopteron och familjen vårtbitare. Inga underarter finns listade i Catalogue of Life.